# Oscar Gale
Oscar Gale (* 13. Dezember) ist ein honduranischer Schauspieler und Friseur.

## Leben
Gale ist seit 2011 als Schauspieler in Film und Fernsehen tätig. Seine erste Rolle hatte er in einer Episode der Fernsehserie Memphis Beat. Es folgten weitere Arbeiten in Fernsehfilmen und Serien. Von 2016 bis 2017 spielte er in drei Episoden der Fernsehserie Queen Sugar die Rolle des Anthony.
Er ist mit seinem Barbiergeschäft The Social Club Barbershop selbstständig. Seit 2018 arbeitet er zusätzlich auch in der Maske von Filmproduktionen. So zum Beispiel bei Green Book – Eine besondere Freundschaft oder der Fernsehserie The Purge – Die Säuberung.

## Filmografie
- 2011: Memphis Beat (Fernsehserie, Episode 2x10)
- 2012: Breakout Kings (Fernsehserie, Episode 2x05)
- 2012: Killing Them Softly
- 2012: Common Law (Fernsehserie, Episode 1x05)
- 2012: Freelancers
- 2012: Ghost Horror House – The Leroux Spirit Massacre (American Horror House) (Fernsehfilm)
- 2013: Heebie Jeebies (Fernsehfilm)
- 2013: Hours – Wettlauf gegen die Zeit (Hours)
- 2013: Zwei vom alten Schlag (Grudge Match)
- 2014: Category 5 (Fernsehfilm)
- 2014: 22 Jump Street
- 2014: Tammy – Voll abgefahren (Tammy)
- 2014: Constantine (Fernsehserie, Episode 1x03)
- 2014: The Novice (Fernsehfilm)
- 2015: Dirty Trip
- 2015: Miss Bodyguard – In High Heels auf der Flucht (Hot Pursuit)
- 2015: Selfless – Der Fremde in mir (Self/less)
- 2015: The Big Short
- 2015: Evan's Crime
- 2016: Navy CIS: New Orleans (NCIS: New Orleans) (Fernsehserie, Episode 2x16)
- 2016: The Passion (Fernsehfilm)
- 2016: Plaquemines (Kurzfilm)
- 2016–2017: Queen Sugar (Fernsehserie, 3 Episoden)
- 2017: Dark Meridian
- 2017: Preacher (Fernsehserie, Episode 2x07)
- 2018: Galveston – Die Hölle ist ein Paradies (Galveston)
- 2018: The Domestics
- 2018: All Styles
- 2018: Dumplin’
- 2019: Black and Blue
- 2020: Soul City (Fernsehserie, Episode 1x03)